# Amy Sedaris
Amy Louise Sedaris (sɪˈdɛərɪs; ur. 29 marca 1961 w Endicott, Nowy Jork) – amerykańska aktorka.

## Filmografia

### Aktorka
- Wbrew przykazaniom (1997, Commandments) jako Scholar
- Sześć dni, siedem nocy (1998, Six Days Seven Nights) jako Robin's secretary
- Strangers with Candy (1999–2000) jako Geraldine 'Jerri' Antonia Blank
- Pokojówka na Manhattanie (2002, Maid in Manhattan) jako Rachel Hoffberg
- Seks w wielkim mieście (2002–2003, Sex nad the City) jako Courtney[1][2][3][4]
- Szkoła rocka (2003, The School of Rock) jako Pani Haynish
- Elf (2003) jako Deb
- Untitled New York Pilot (2003) jako Connie
- Ojciec mojego dziecka (2004) My Baby's Daddy)
- Neurotica (2004) jako Renee
- Czarownica (2005, Bewitched) jako Gladys Kravitz
- Kurczak Mały (2005, Chicken Little) jako Lisica Loxy (głos)
- Strangers with Candy (2005) jako Geraldine „Jerri” Antonia Blank
- Romance & Cigarettes (2005) jako Frances
- I Want Someone to Eat Cheese with (2005) jako Panna Clark
- Zostań (2005, Stay) jako Toni
- Dedication (2007)
- Snow Angels (2007) jako Barb
- Shrek Trzeci (2007, Shrek the Third) jako Kopciuszek (głos)